# Serge Haroche
Serge Haroche (Casablanca, 11 settembre 1944) è un fisico francese di origine marocchina, vincitore del Premio Nobel per la Fisica nel 2012, insieme allo statunitense David Wineland, per la scoperta riguardante i metodi sperimentali che hanno permesso la misurazione e la manipolazione dei sistemi quantistici individuali.